# Numero di Weber
Il numero di Weber (We) è un numero adimensionale che mette in relazione la forza d'inerzia e la forza di tensione superficiale.

## Definizione matematica
È definito come:
{\displaystyle \quad \mathrm {We} =\mathrm {Ca} \,\mathrm {Re} }
dove:
- Re è il numero di Reynolds;
- Ca è il numero di capillarità.

## Applicazioni
Viene ancora utilizzato talvolta in fluidodinamica in caso di flussi multicomponente o multifase, laddove ci sia una superficie di separazione tra diversi fluidi, come nel caso della modellazione della combustione di liquidi dove veniva usato in passato insieme al numero di Ohnesorge.